# Ramal de Lanhoso
O Ramal de Lanhoso foi um caminho de ferro projectado mas nunca construído em Portugal, que teria tido como objectivo ligar as também projectadas mas nunca concretizadas Linhas do Ave e Transversal do Minho.

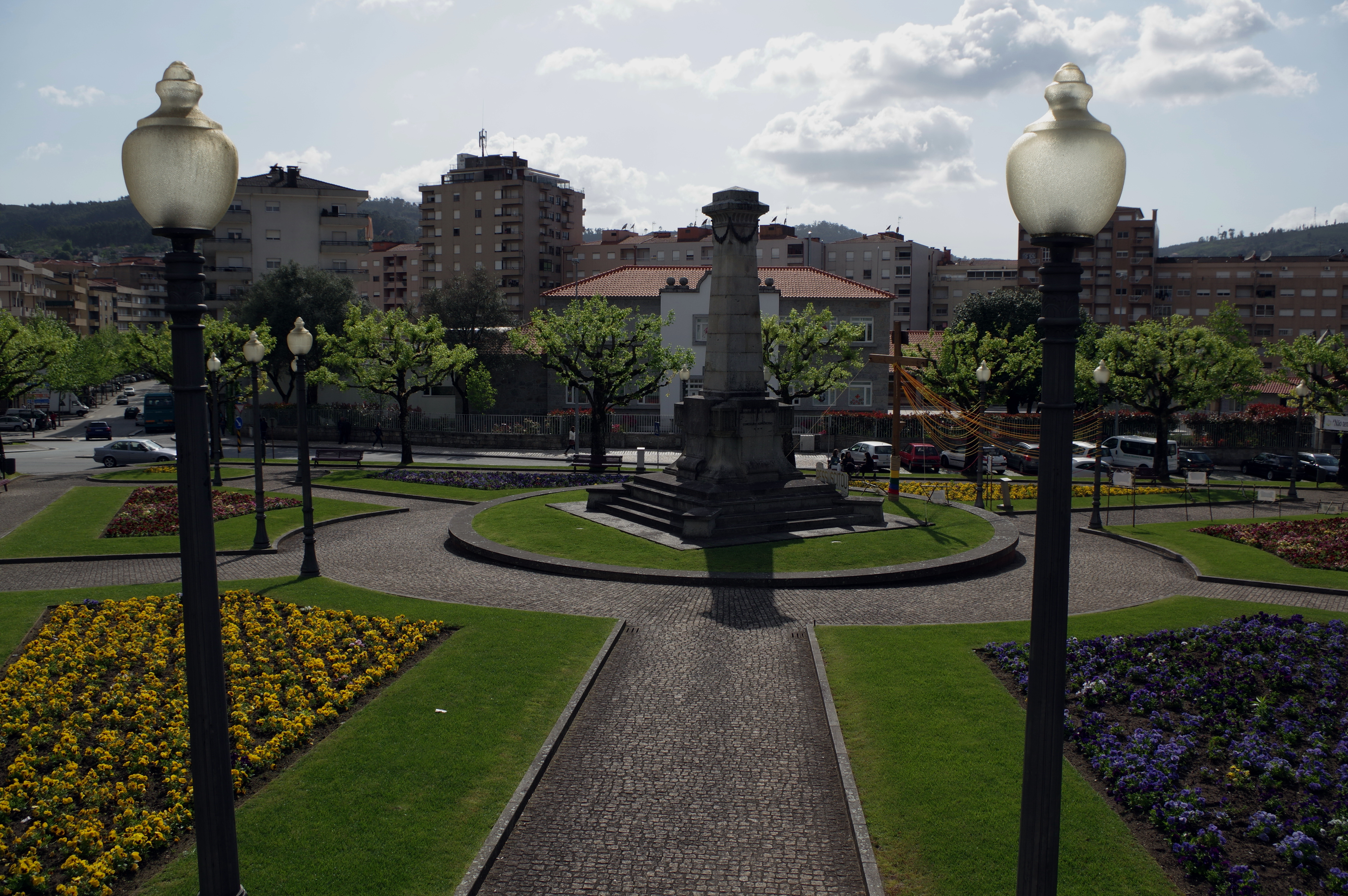
Póvoa de Lanhoso

## História
O Decreto n.º 18:190, de 28 de Março de 1930, reorganizou a rede ferroviária portuguesa, e introduziu novos projectos para vias férreas ou modificou os já existentes. Um dos projectos introduzidos foi o do Ramal de Lanhoso, de via estreita, que ligaria a Linha do Ave em Crespos à Transversal do Minho na Póvoa de Lanhoso.
Embora estas duas linhas já tivessem um ponto em comum nas Taipas, a Direcção Geral de Caminhos de Ferro decidiu que um ramal de ligação entre Crespos e Lanhoso não seria muito dispendioso nem difícil, contando apenas com cerca de 12 Km de extensão, e facilitaria as comunicações entre o centro e Norte do Minho com as regiões do Barroso, Basto e Trás-os-Montes. Por outro lado, a linha entre Crespos e Lanhoso já era uma aspiração antiga da cidade de Braga, uma vez que permitiria ligar a Linha do Ave à Linha do Cávado, ambos projectos anteriores ao Plano de 1930.